# Joseph von Petrasch

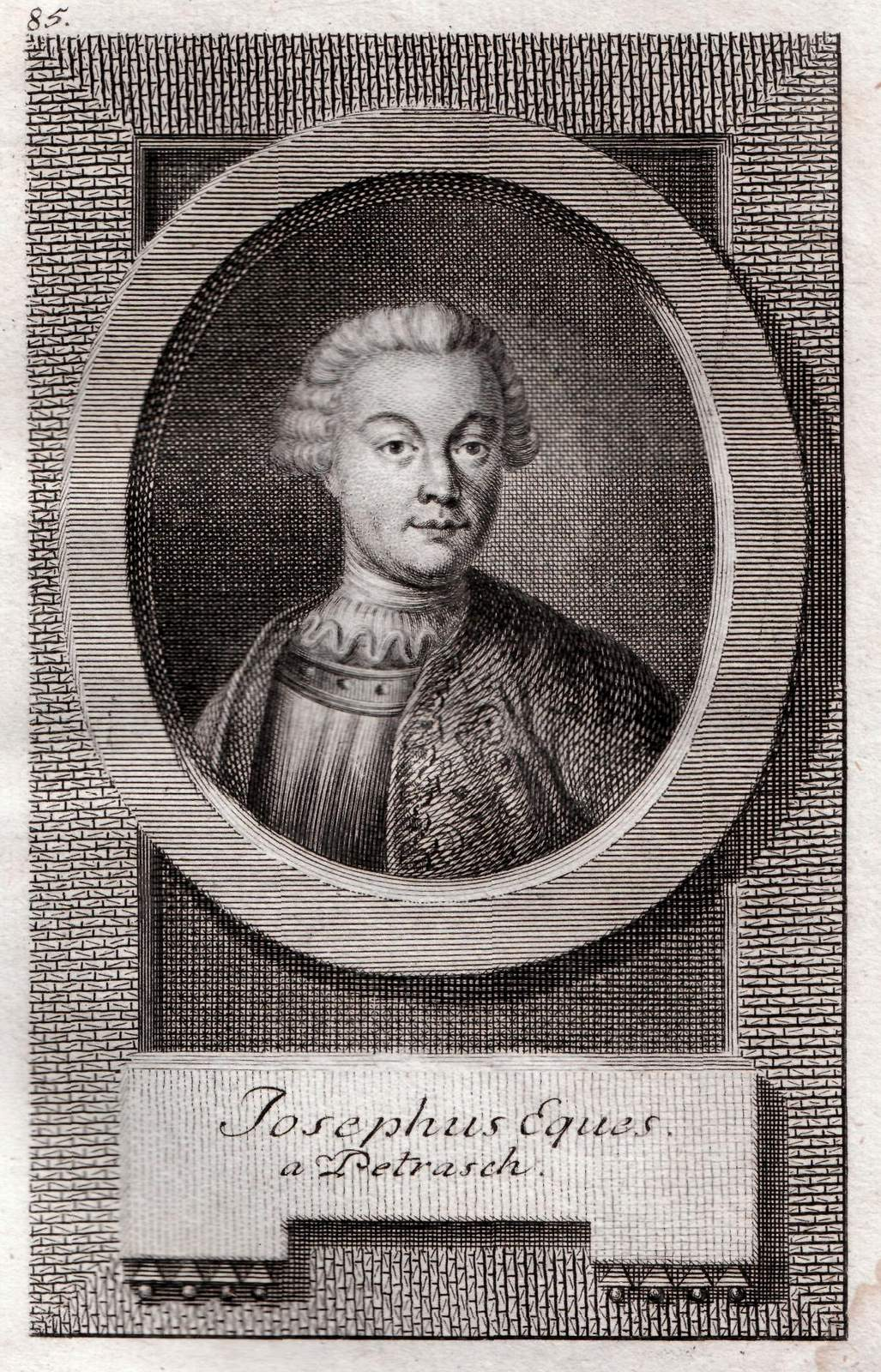
Joseph Petrasch

Joseph Leopold Freiherr von Petrasch (* 19. Oktober 1714 in Brod an der Save, Slawonien; † 15. Mai 1772 in Neuschloß, Mähren, tschechisch: Josef Petráš) war ein Schriftsteller und Philologe und Begründer der Olmützer Societas incognitorum, der ersten Gelehrtengesellschaft im Sinne der Aufklärung in den habsburgischen Ländern.
Joseph war ein Sohn des Generals Maximilian von Petrasch. In seiner Militärzeit war er Adjutant des Prinzen Eugen von Savoyen. Am 27. März 1750 kaufte Petrasch die Herrschaft Neuschloß für 85.600 Gulden. Nachdem er 1758 Olmütz verlassen hatte, übersiedelte er nach Neuschloss und brachte die Herrschaft zu einer kulturellen Blüte. Im Schloss erfolgten Aufführungen von selbstverfassten Theaterstücken. Zudem legte Petrasch eine umfangreiche Bibliothek mit wertvollen Erstdrucken und ausländischen Werken an.
Petrasch hinterließ vier Töchter. Seine älteste Tochter Antonia Gräfin von Pütring verstarb 1781. Ihre Schwestern Karolina von Lipowsky, Maria Anna von Petrasch und Josepha von Hochberg verkauften Neuschloss 1789 für 100.000 Gulden an Johann Nepomuk Wengerský von Ungarschitz.